# Medal Rannych na Wojnie

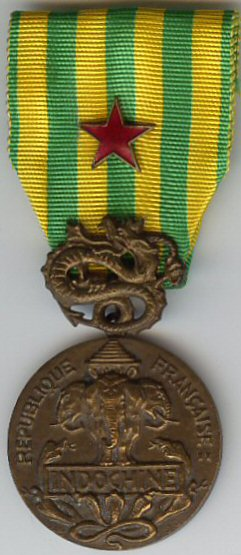
Odznaka Rannych na Wojnie czyli czerwona gwiazdka prawidłowo przymocowana do Medalu Pamiątkowego Kampanii Indochińskiej.

Medal Rannych na Wojnie (fr. Médaille des blessés de guerre) – francuskie wojskowe odznaczenie ustanowione 17 sierpnia 2016, wcześniej istniejące od 27 lipca 1916 pod nazwą Odznaka Rannych na Wojnie (fr. Insigne des blessés de guerre).
Przyznawane było początkowo w postaci pięciopromiennej, emaliowanej na czerwono gwiazdki (po jednej za każdą z odniesionych w boju ran), które mocowano do wstążki medalu odpowiedniego dla odbytej wojny lub kampanii wojskowej. Ponieważ do medali kampanii przypinano różne okucia, palmy, gwiazdki i inne oznaczenia, więc w 1920 powstał nieoficjalny medal, na którego wstążce mocowano wyłącznie czerwone gwiazdki za rany. Dodatkowo w 1952 autoryzowano okucie z czerwoną gwiazdką (gwiazdkami) do noszenia na osobnej baretce lub wstążce medalu kampanii, w której otrzymało się rany. Oficjalna forma medalu z 2016 różni się jedynie tym, że pomiędzy ramionami czerwonej gwiazdy nie ma promieni (jak w jednej z wcześniejszych wersji nieoficjalnego medalu), tylko wieniec laurowo-dębowy. Wstążka medalu była niebieska (szafirowa) z niebiesko-żółto-czerwono-żółto-niebieskim paskiem pośrodku i białymi prążkami (bardzo wąskimi paskami) wzdłuż każdego z kolorów.